# Renée Fokker
Renée Fokker dite Valéry Boutade, née le 29 juin 1961 à Nimègue, est une actrice néerlandaise.

## Carrière
Elle est mariée avec le directeur de la photographie Tom Erisman.

## Filmographie
- 1995 : The Purse Snatcher de Maria Peters[3]
- 1999 : Paradise de Maarten Treurniet[4]
- 2005 : Mystery of the Sardine de Erik van Zuylen[5]
- 2007 : Blind Date de Stanley Tucci[6]
- 2009 : Amsterdam de Ivo van Hove : Maria[7]
- 2011 : Code Blue de Urszula Antoniak[8]
- 2012 : Black Out de Arne Toonen : Coca Inez[9]
- 2014 : Helium de Eché Janga : Anna de Groot
- 2015 : Match final de Maurice Trouwborst : Lydia[10]
- 2015 : Fashion Chicks de Jonathan Elbers : Nel[11]
- 2017 : Chimère de Kaweh Modiri : Mona
- 2017 : Oh Baby de Thomas Acda : Marijke[12]

### Séries télévisées
- 1991 : Zomer van '45, De[13]
- 2016 : Chaussée d'Amour : Colette[14]

### Émissions de télévision
- 2021: Wie is de Mol? : la Taupe